# 斎藤卯八
斎藤 卯八（齋藤、さいとう うはち、1853年1月17日（嘉永5年12月8日）- 1912年（明治45年）2月9日）は、明治期の農業経営者、政治家。衆議院議員。

## 経歴
甲斐国巨摩郡上今諏訪村（山梨県中巨摩郡今諏訪村、白根町を経て現南アルプス市上今諏訪）で、名主の家に生まれる。巨摩郡西野村の宮浦東谷から普通学を学び、徽典館で漢学を修め、さらに甲府育英舎で学んだ。農業を営む。
1873年（明治6年）10月、上今諏訪村副戸長に就任。以後、同戸長、巨摩郡第13区戸長、今諏訪村会議員、中巨摩郡豊村外三ケ村連合村会議員、同郡御影村外三十八ケ村組合村会議員、同郡在家塚村外二ケ村連合村会議員などを務めた。1890年（明治23年）末、立憲自由党に入党した。1892年（明治25年）山梨県会議員に選出され、同副議長、同県県有財産常設委員なども務めた。
1894年（明治27年）3月、第3回衆議院議員総選挙で山梨県第1区から自由党所属で出馬して初当選し、1898年（明治31年）8月の第6回総選挙（山梨県第1区、憲政党）でも再選され、立憲政友会に所属し衆議院議員に通算2期在任した。この間、予算委員などを務めた。
1899年（明治32年）釜無川架橋を提唱し、私財を投じて開国橋の完成などに尽力した。

## 国政選挙歴
- 第3回衆議院議員総選挙（山梨県第1区、1894年3月、自由党）当選[6]
- 第5回衆議院議員総選挙（山梨県第1区、1898年3月、自由党）次点落選[7]
- 第6回衆議院議員総選挙（山梨県第1区、1898年8月、憲政党）当選[7]